# Moulin à légumes
Pour les articles homonymes, voir moulin (homonymie).

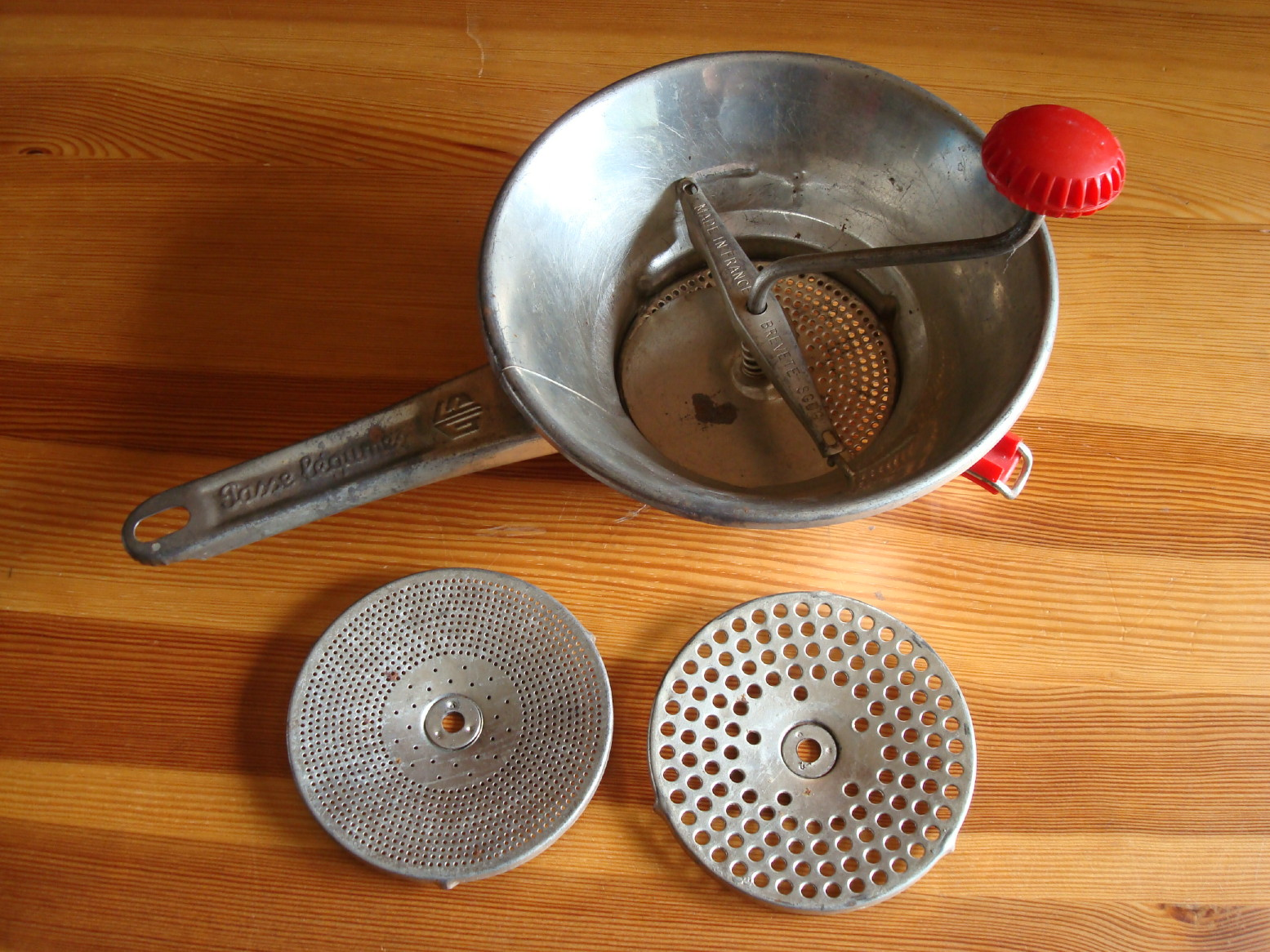
Moulin à légumes « Passe légumes ».

Un moulin à légumes est un ustensile de cuisine dont le principe est de presser les aliments à réduire en purée contre une plaque légèrement conique percée de trous de taille plus ou moins importante.
Il se compose d'un récipient dont le fond est troué et d'un disque de métal amovible maintenu par un ressort et un bras avec une manivelle qui entraine une hélice oblique contre le fond afin de presser l'aliment contre la plaque perforée.

## Les inventeurs
Le 31 mars 1928, le Belge Victor Simon fait enregistrer un brevet d’invention pour son moulin à légumes, le « Passe-vite ».
Le Français Jean Mantelet dépose le 16 février 1932 un brevet pour son modèle de moulin à légumes qui obtient un très gros succès. Sa société s'appellera alors « Moulin-Légume », puis plus tard Moulinex. L'invention est améliorée par la suite avec l'adjonction d'un moteur électrique.

## Utilisation et types
On utilise un moulin à légumes pour des préparations salées (soupe ou purée par exemple) ou sucrées (compote).
Il existe également le moulin à coulis dans lequel la grille ressemble à une passoire fine et où un rouleau de bois écrase les fruits.